# Lomeneng
Lomeneng is een bestuurslaag in het regentschap Pekalongan van de provincie Midden-Java, Indonesië. Lomeneng telt 3179 inwoners (volkstelling 2010).